# Cinturón de Hierro (fútbol)
El cinturón de hierro, también llamado aparcar el autobús, es un sistema ultra defensivo de fútbol, surgido en España, que consiste en disponer de todos los jugadores del equipo en la defensa, ya sea mediante una formación de dos líneas defensivas, integrada cada una de ellas por 5 hombres, o bien la variante de 9 jugadores defensivos y un mediocampista oportunista. En cualquiera de los casos se trata de privilegiar al máximo la defensa, prescindiendo de la delantera. En su propósito se asemeja al catenaccio italiano, pero en este caso se lleva al extremo de lo defensivo, especialmente frente a equipos muy dominantes en ataque, teniendo este sistema un fuerte énfasis en el resultado, y particularmente en evitar a toda costa encajar goles en contra.

## Etimología
El nombre guarda relación con el Cinturón de Hierro de Bilbao, una serie de fortificaciones defensivas que se construyeron durante la guerra civil española para defender la ciudad del golpe de Estado franquista. Por su parte, el término aparcar el autobús se cree que pudo surgir como reacción del periodismo deportivo al planteamiento del exentrenador del Racing de Santander, José María Maguregui, quien fuera exfutbolista del Athletic Club de Bilbao, cuando en la temporada 1984 de la liga española ocupó este sistema frente a los clubes de Real Madrid y Barcelona. En 2004 José Mourinho popularizó este segundo término en Inglaterra cuando lo empleó al referirse a la forma de jugar del Tottenham Hotspur en el 0:0 frente al Manchester United del día 19 de septiembre de ese año.